# Kanton Beaumont-sur-Oise
Kanton Beaumont-sur-Oise (fr. Canton de Beaumont-sur-Oise) byl francouzský kanton v departementu Val-d'Oise v regionu Île-de-France. Tvořilo ho osm obcí. Zrušen byl po reformě kantonů 2014.

## Obce kantonu
- Beaumont-sur-Oise
- Bernes-sur-Oise
- Bruyères-sur-Oise
- Champagne-sur-Oise
- Mours
- Nointel
- Persan
- Ronquerolles